# Верпелох
Верпелох (њем. Werpeloh) општина је у њемачкој савезној држави Доња Саксонија. Једно је од 60 општинских средишта округа Емсланд. Према процјени из 2010. у општини је живјело 1.123 становника. Посједује регионалну шифру (AGS) 3454058.

## Географски и демографски подаци
Верпелох се налази у савезној држави Доња Саксонија у округу Емсланд. Општина се налази на надморској висини од 50 метара. Површина општине износи 35,3 km². У самом мјесту је, према процјени из 2010. године, живјело 1.123 становника. Просјечна густина становништва износи 32 становника/km².

## Међународна сарадња
| Мјесто  | Држава    | Врста сарадње | Од    |
| ------- | --------- | ------------- | ----- |
| Норг    | Холандија | партнерство   | 1986. |
| Бургајс | Италија   | контакт       | 2000. |
| Извор   |           |               |       |